# Светско првенство у атлетици у дворани 2022 — 1.500 метара за жене
Трка на 1.500 метара у женској конкуренцији на 18. Светском првенству у атлетици у дворани 2022. одржано је 18. и 19. марта у Београдској арени (из спонзорских разлога позната и као Штарк арена, раније Комбанк арена) у Београду (Србија).
Титулу освојену у Бирмингему 2018. није бранила Гензебе Дибаба из Етиопије.

## Земље учеснице
Учествовало је 19 такмичарки из 16 земаља 
| 1. Аустралија (1) 2. Етиопија (3) 3. Избеглички тим () (1) 4. Ирска (1) 5. Јапан (1) 6. Канада (1) 7. Република Косово (1) 8. Мексико (1) | 1. Румунија (1) 2. САД (2) 3. Судан (1) 4. Уганда (1) 5. Уједињено Краљевство (1) 6. Финска (1) 7. Француска (1) 8. Шпанија (1) |

## Освајачи медаља
| Освајачи медаља |                  |              |  |  |  |  |
|                 |                  |              |  |  |  |  |
|                 |                  |              |  |  |  |  |
|                 |                  |              |  |  |  |  |
| Гудаф Цегај     | Аксумавит Ембаје | Хирут Мешеша |  |  |  |  |
| Етиопија        | Етиопија         | Етиопија     |  |  |  |  |

## Рекорди пре почетка Светског првенства 2022.
Рекорди у трци на 1.500 метара за жене пре почетка светског првенства 18. марта 2022. године:
| Рекорди пре почетка Светског првенства 2022.  | Рекорди пре почетка Светског првенства 2022. | Рекорди пре почетка Светског првенства 2022. | Рекорди пре почетка Светског првенства 2022. | Рекорди пре почетка Светског првенства 2022. | Рекорди пре почетка Светског првенства 2022. |
| --------------------------------------------- | -------------------------------------------- | -------------------------------------------- | -------------------------------------------- | -------------------------------------------- | -------------------------------------------- |
| Светски рекорд                                | Гудаф Цегај                                  | Етиопија                                     | 3:53,09                                      | Лијевен, Француска                           | 9. фебруар 2021.                             |
| Рекорд светских првенстава                    | Гелете Бурка                                 | Етиопија                                     | 3:59,75                                      | Валенсија, Шпанија                           | 9. март 2008.                                |
| Најбољи резултат сезоне                       | Гудаф Цегај                                  | Етиопија                                     | 3:54,77                                      | Торуњ, Пољска                                | 22. фебруар 2022.                            |
| Афрички рекорд                                | Гудаф Цегај                                  | Етиопија                                     | 3:53,09                                      | Лијевен, Француска                           | 9. фебруар 2021.                             |
| Азијски рекорд                                | Марјам Јусуф Џамал                           | Бахреин                                      | 3:59,79                                      | Валенсија, Шпанија                           | 9. март 2008.                                |
| Северноамерички рекорд                        | Реџајна Џејкобс                              | Сједињене Државе                             | 3:59,98                                      | Бостон, Сједињене Државе                     | 1. фебруар 2003.                             |
| Јужноамерички рекорд                          | Летисија Вријезде                            | Суринам                                      | 4:14,05                                      | Будимпешта, Мађарска                         | 12. фебруар 1992.                            |
| Европски рекорд                               | Абеба Арегави                                | Шведска                                      | 3:57,91                                      | Стокхолм, Шведска                            | 6. фебруар 2014.                             |
| Океанијски рекорд                             | Џесика Хал                                   | Аустралија                                   | 4:04,14                                      | Бостон, Сједињене Државе                     | 25. јануар 2020.                             |
| Рекорди остварени на Светском првенству 2022. |                                              |                                              |                                              |                                              |                                              |
| Рекорд светских првенстава                    | Гудаф Цегај                                  | Етиопија                                     | 3:57,19                                      | Београд, Србија                              | 19. март 2022.                               |

### Најбољи резултати у 2022. години
Десет најбољих атлетичарки на 1.500 метара у дворани пре првенства (18. марта 2022), имале су следећи пласман.
| 1.  | Гудаф Цегај             | Етиопија         | 3:54,77 | 22. фебруар |
| 2.  | Аксумавит Ембаје        | Етиопија         | 4:02,12 | 28. јануар  |
| 3.  | Elle Purrier St. Pierre | Сједињене Државе | 4:02,13 | 29. јануар  |
| 4.  | Хирут Мешеша            | Етиопија         | 4:02,14 | 28. јануар  |
| 5.  | Лемлем Хаилу            | Етиопија         | 4:02,25 | 22. фебруар |
| 6.  | Фревејни Хаилу          | Етиопија         | 4:02,50 | 22. фебруар |
| 7.  | Хабитам Алему           | Етиопија         | 4:02,52 | 22. фебруар |
| 8.  | Josette Norris          | Сједињене Државе | 4:03,16 | 29. јануар  |
| 9.  | Вини Нањондо            | Уганда           | 4:03,54 | 22. фебруар |
| 10. | Констанце Клостерхалфен | Немачка          | 4:04,15 | 29. јануар  |

Такмичарке чија су имена подебљана учествовале су на СП 2022.

## Квалификационе норме
| Дворана                | Отворено |
| ---------------------- | -------- |
| 4:09,00 (4:28,50 миља) | 4:02,00  |

## Сатница
| Датум          | Време | Ниво          |
| -------------- | ----- | ------------- |
| 18. март 2022. | 12:20 | Квалификације |
| 19. март 2022. | 20:35 | Финале        |

## Резултати

### Квалификације
Такмичење је одржано 18. марта 2022. године. Такмичарке су биле подељене у три групе. За финале су се пласирале по 3 победнице група (КВ) и 3 према постигнутим резултатима (кв).,,
| Група             | 1     | 2     | 3     |
| ----------------- | ----- | ----- | ----- |
| Почетак такмичења | 12:20 | 12:28 | 12:36 |

| Позиција | Група | Атлетичарка             | Земља                | ЛР      | ЛРС     | Резултат | Белешка |
| -------- | ----- | ----------------------- | -------------------- | ------- | ------- | -------- | ------- |
| 1.       | 1     | Аксумавит Ембаје        | Етиопија             | 3:59,02 | 4:02,12 | 4:04,83  | КВ      |
| 2.       | 2     | Хирут Мешеша            | Етиопија             | 3:59,43 | 4:02,14 | 4:05,75  | КВ      |
| 3.       | 1     | Вини Нањондо            | Уганда               | 3:59,56 | 4:03,54 | 4:06,11  | КВ      |
| 4.       | 2     | Josette Norris          | САД                  | 3:59,72 | 4:03,16 | 4:06,27  | КВ      |
| 5.       | 1     | Клаудија Михаела Бобоча | Румунија             | 4:01,31 | 4:06,24 | 4:06,66  | КВ      |
| 6.       | 1     | Линден Хал              | Аустралија           | 3:59,01 | 4:07,36 | 4:06,69  | кв, ЛРС |
| 7.       | 3     | Гудаф Цегај             | Етиопија             | 3:53,09 | 3:54,77 | 4:06,71  | КВ      |
| 8.       | 3     | Лусија Стафорд          | Канада               | 4:02,12 | 4:07,63 | 4:07,95  | КВ      |
| 9.       | 3     | Сара Куивисто           | Финска               | 4:02,35 | 4:06,14 | 4:08,05  | КВ      |
| 10.      | 3     | Хедер Меклин            | САД                  | 4:02,09 | 4:06,09 | 4:08,13  | кв      |
| 11.      | 3     | Марта Перез             | Шпанија              | 4:00,12 | 4:07,52 | 4:10,09  | кв      |
| 12.      | 2     | Алма Делија Кортес      | Мексико              | 4:08,93 | 4:09,58 | 4:10,95  | КВ      |
| 13.      | 2     | Aurore Fleury           | Француска            | 4:03,35 | 4:07,09 | 4:12,20  |         |
| 14.      | 3     | Нозоми Танака           | Јапан                | 3:59,19 |         | 4:12,31  | НР, ЛР  |
| 15.      | 2     | Сара Хили               | Ирска                | 4:06,94 | 4:06,94 | 4:12,44  |         |
| 16.      | 1     | Ерин Волас              | Уједињено Краљевство | 4:08,10 | 4:08,90 | 4:12,46  |         |
| 17.      | 2     | Греса Бакраћи           | Република Косово     | 4:24,10 | 4:24,10 | 4:28,40  |         |
| 18.      | 3     | Амина Бакхит Барчам     | Судан                | 4:19,15 |         | 4:30,90  | ЛРС     |
| 19.      | 1     | Ањелина Надаи Лохалит   | Избеглички тим ()    | 4:31,65 | 4:36,93 | 4:34,72  | ЛРС     |

### Финале
Такмичење је одржано 19. марта 2022. године у 20:35.,
| Позиција | Атлетичарка             | Земља      | Резултат | Белешка |
| -------- | ----------------------- | ---------- | -------- | ------- |
|          | Гудаф Цегај             | Етиопија   | 3:57,19  | РСП     |
|          | Аксумавит Ембаје        | Етиопија   | 4:02,29  |         |
|          | Хирут Мешеша            | Етиопија   | 4:03,39  |         |
| 4.       | Вини Нањондо            | Уганда     | 4:04,60  |         |
| 5.       | Josette Norris          | САД        | 4:04,71  |         |
| 6.       | Линден Хал              | Аустралија | 4:06,34  | ЛРС     |
| 7.       | Хедер Меклин            | САД        | 4:06,38  |         |
| 8.       | Лусија Стафорд          | Канада     | 4:06,41  | ЛРС     |
| 9.       | Клаудија Михаела Бобоча | Румунија   | 4:09,64  |         |
| 10.      | Марта Перез             | Шпанија    | 4:10,23  |         |
| 11.      | Сара Куивисто           | Финска     | 4:12,79  |         |
| 12.      | Алма Делија Кортес      | Мексико    | 4:13,71  |         |

### Пролазна времена
| Дистанца | Атлетичарка | Земља    | Време   |
| -------- | ----------- | -------- | ------- |
| 400 м    | Гудаф Цегај | Етиопија | 1:01,83 |
| 800 м    | Гудаф Цегај | Етиопија | 2:06,17 |
| 1.200 м  | Гудаф Цегај | Етиопија | 3:10,28 |